# Parc national de Rila
Le parc national de Rila (en bulgare : Национален парк „Рила“) est un parc national situé en Bulgarie et créé le 24 février 1992. Situé dans le massif montagneux de Rila, il est le plus grand parc de Bulgarie en surface avec ses 810 km². Il culmine à 2925 mètres au mont Moussala, qui est le point culminant de la Bulgarie.

## Description
Il inclut quatre réserves naturelles : Parangalitsa, réserve centrale de Rila, Ibar et Skakavitsa.
Il se compose de forêts sur 534 km² (66 %) et de pâturages alpins sur 130 km².
Il compte 120 lacs glaciaires, y compris les importants sept lacs de Rila. De nombreuses rivières prennent leur source dans le parc national, y compris la rivière qui transporte le plus d’eau entièrement dans les Balkans (la rivière Maritsa) et la plus longue rivière entièrement à l’intérieur de la Bulgarie (la rivière Iskar).

## Faune et flore
Il existe environ 1 400 espèces de plantes vasculaires, 282 espèces de mousses et 130 espèces d’algues d’eau douce. La faune est représentée par 48 espèces de mammifères, 99 espèces d’oiseaux, 20 espèces de reptiles et d’amphibiens et 5 espèces de poissons, ainsi que 2 934 espèces d’invertébrés, dont 282 sont endémiques.
Parmi les espèces emblématiques, on trouve des ours bruns, des chamois (Rupicapra rupicapra balcanica), des loups, des cerfs, des aigles, des faucons...

## Galerie

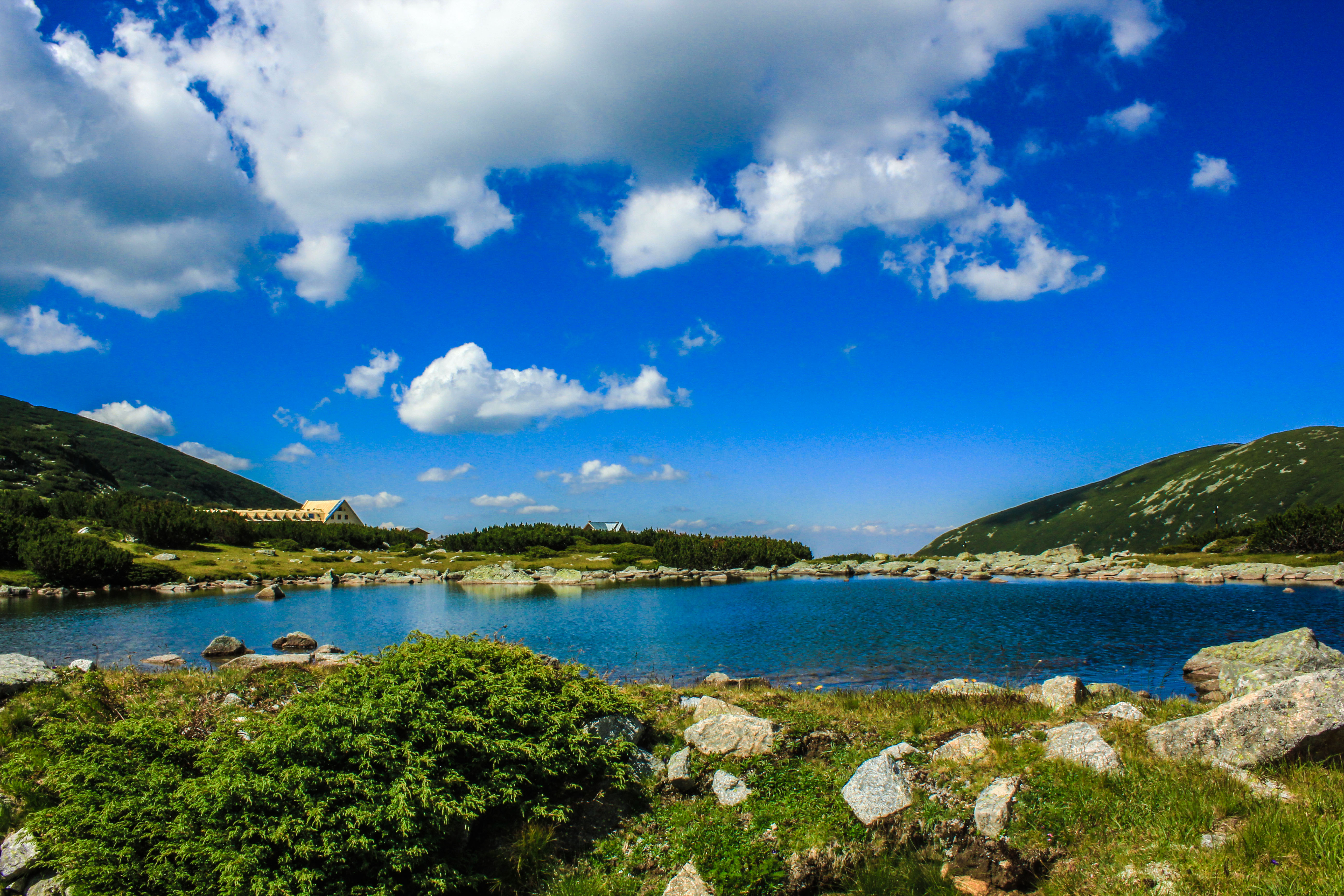
Lacs du Musala
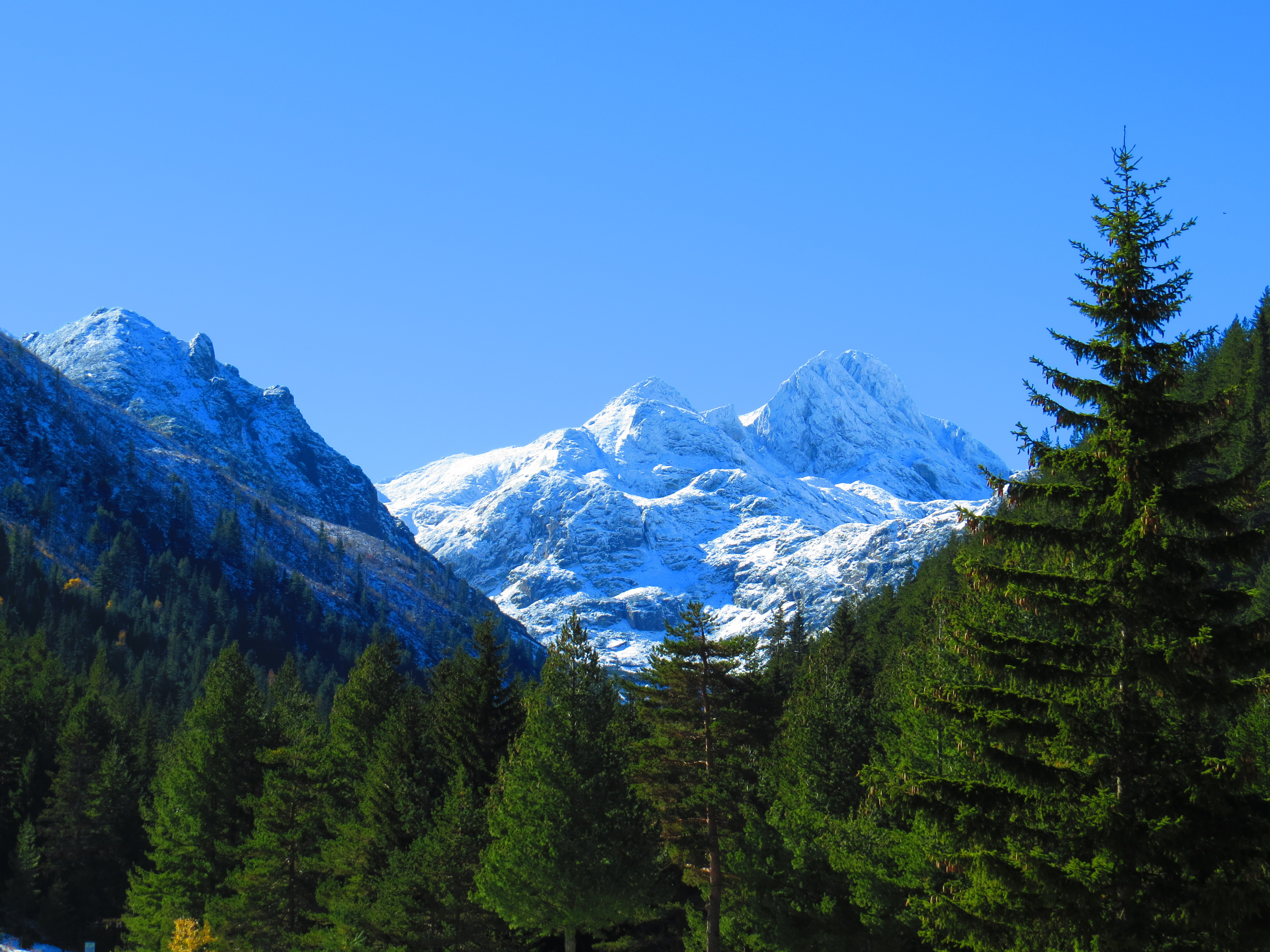
Mont Musala
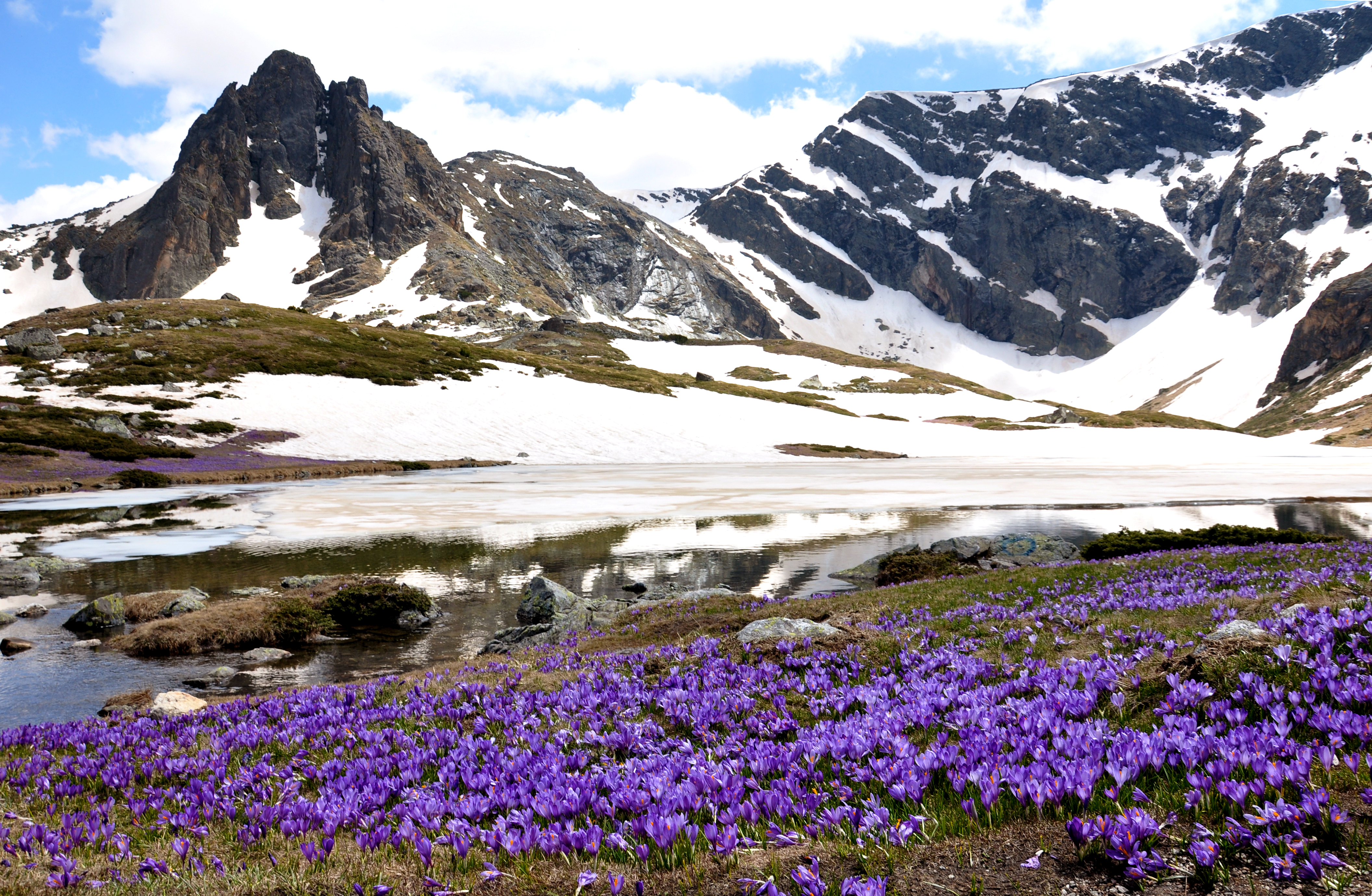
Lacs de Rila
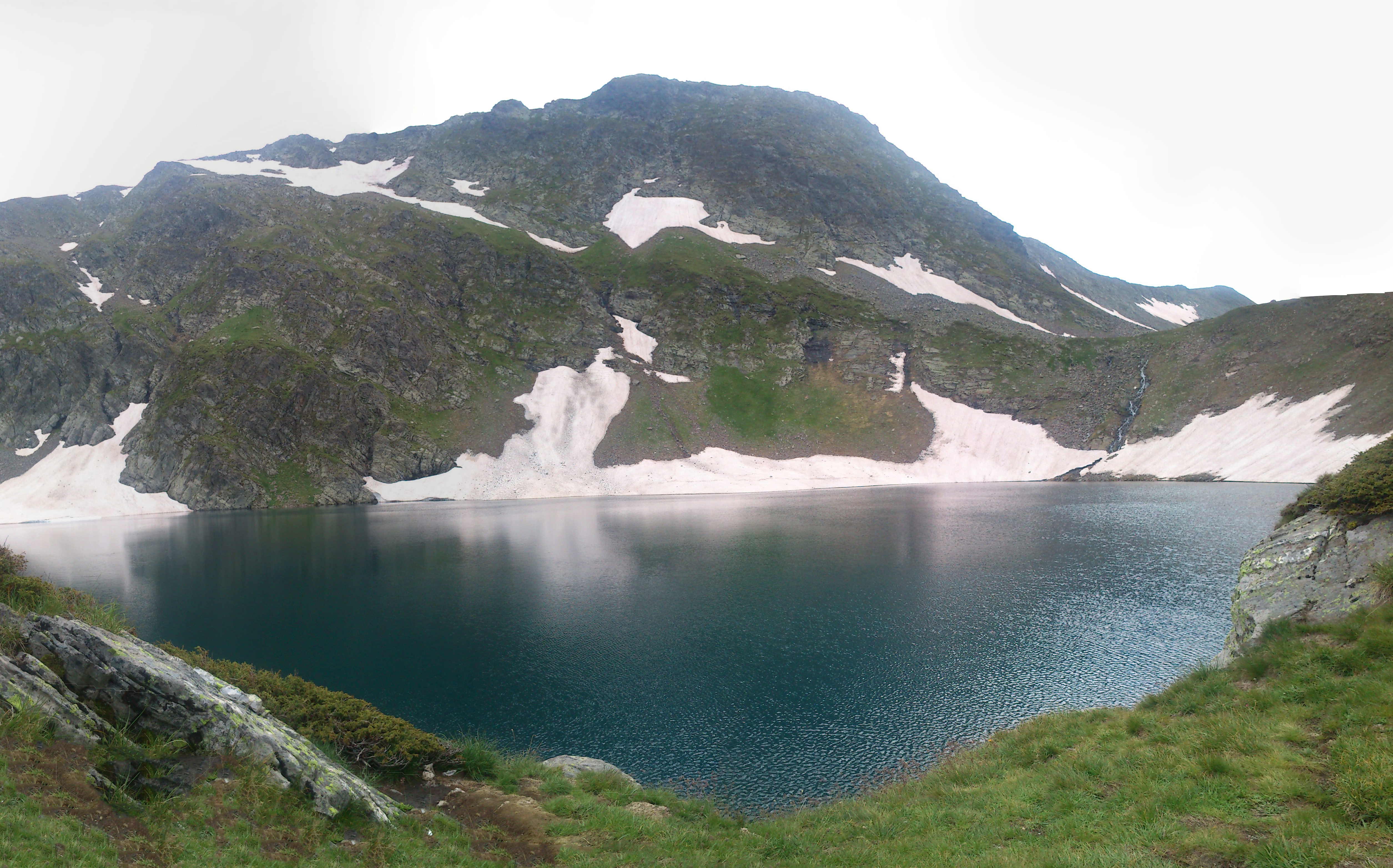
Un des 7 Lacs
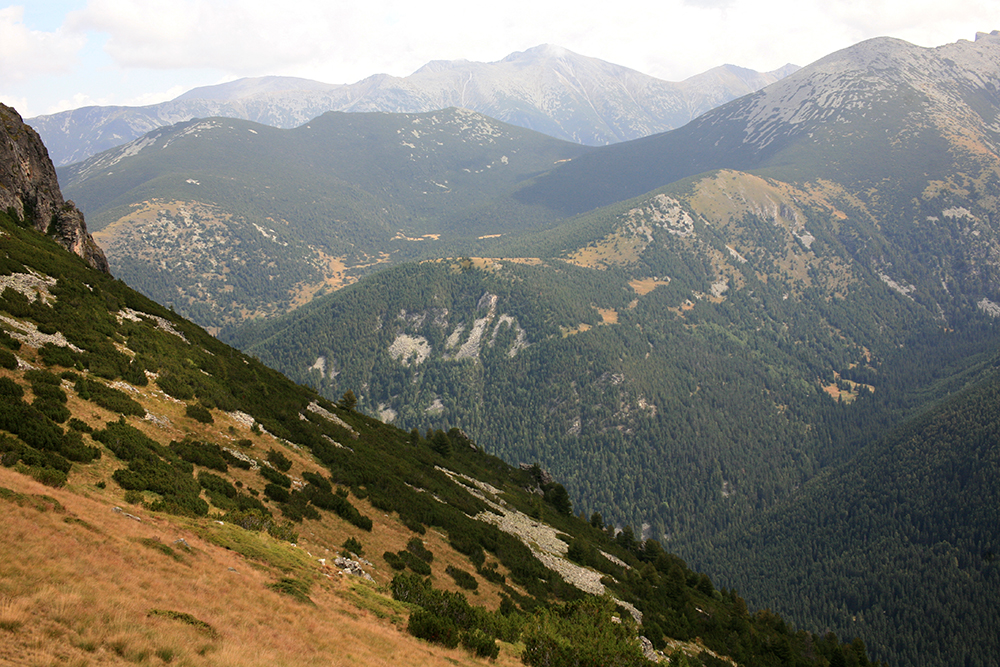
Massif de Rila